# Йоребру
Йоребру̀ (на шведски: Örebro) е шведски град, център на едноименната община, както и на по-голямата териториална адниминстративна единица лен Йоребру. Разположен е на западния бряг на езерото Йелмарен. Има жп гара и летище. В миналото е бил административен център на историческата провинция Нерке.

## История
Йоребру получава своята кралска харта и привилегиите на град през 1404 г. Естественият център на града е замъкът Йоребру, разположен на малък остров в река Свартон и разделящ града на северна и южна част. Замъкът е построен през ранния 13 век и преустроен и разширен през царуването на Густав Васа. Забележителните събития в Йоребру включват националната среща на парламента през 1810 г., когато Жан-Батист Бернадо е избран за принц на Швеция. Въпреки че е търговски град, Йоребру остава малко селище до втората половина на 19 век, когато се разраства като център на националната обувна промишленост. Йоребру е един от 133-те града на Швеция, които имат статут на исторически градове.

## Институции и забележителности
- Замъкът Йоребру
- Архитектурно-етнографския комплекс Вадшьопинг
- Университет на Йоребру
- Общински музей на Йоребру
- Водната кула „Свампен“ („Гъбата“)
- Църквата „Свети Николай“

## Спорт
Представителният футболен отбор на града носи името Йоребру СК. Той е дългогодишен участник в първия ешелон на шведския футбол.

## Побратимени градове
- Колинг, Дания
- Лодз, Полша

## Личности
Родени
- Мане Сигбан (1886 – 1978), шведски физик
- Нина Першон (р. 1974), вокалистка на групата Кардиганс (The Cardigans)
- Рони Петершон (1944 – 1978), шведски автомобилен пилот
- Стиг Бломквист (р. 1946), шведски автомобилен пилот